# Petit Déjeuner au crépuscule
Petit Déjeuner au crépuscule (titre original : Breakfast at Twilight) est une nouvelle de science-fiction de Philip K. Dick, publiée pour la première fois en juillet 1954 dans le magazine Amazing Stories puis traduit en français en 1994 par Hélène Collon.

## Résumé
Les membres de la famille McLean (composée du père, Tim, de la mère, Mary, et de leurs trois enfants Earl, Judy et Virginia), vivant en 1973, se réveillent un matin et découvrent leur quartier en ruine et gravats encore fumants, totalement détruit, où seul leur maison a survécu à la suite d'une attaque nucléaire soviétique (plus précisément de Missiles robotisés soviétiques) dans le cadre de la Guerre froide. Ils sont retrouvés par des soldats américains cherchant des survivants et qui s'étonnent de la grande quantité de nourriture et d'objets électroniques présents dans la maison mais aussi des livres qu'ils possèdent. Ils découvrent alors que la famille McLean vient du passé et qu'elle a été propulsé en 1980, soit sept ans plus tard, par un voyage dans le temps à la suite de la concentration d'énergie provoquée par le bombardement des missiles nucléaires qui a causé une faille temporelle. 
La famille McLean décide donc, sur le choix du père, de rester dans la maison jusqu'à la prochaine attaque soviétique, qui doit advenir le soir même, en espérant que l'énergie du nouveau bombardement les renvoie dans le passé. Ils se protègent donc dans la cave de la maison et attendent. Le plan réussit et la famille est repropulsée en 1973 bien que leur maison soit détruite. À la fin de la nouvelle, ils font croire à une explosion de leur chauffe-eau pour expliquer les dégâts.

## Copyright
La protection des droits d'auteurs pour Amazing Stories de juillet 1954 et son contenu a été créé sous le numéro d'enregistrement B00000469312. Petit Déjeuner au crépuscule est dans le domaine public aux États-Unis car il a été publié entre le 1er janvier 1950 et le 31 décembre 1963, il aurait donc fallu renouveler le droit d'auteur auprès de l'US Copyright Office mais le renouvellement d'enregistrement n'ayant pas été fait dans les limites du temps réglementaires, le copyright a expiré à la fin de son premier mandat.